# Альфред Шервуд Ромер
Альфред Шервуд Ромер (англ. Alfred Sherwood Romer, 28 грудня 1894, Вайт-Плейнс — 5 листопада 1973, Кембридж) — палеонтолог із США, відомий вивченням еволюції хребетних тварин. Розвивав застосування порівняльної анатомії й ембріології відносно викопних хребетних. Автор підручників Man and the Vertebrates (1933), Vertebrate Paleontology (1933), The Vertebrate Body (1949), The Vertebrate Story (1959), The Procession of Life (1968), які протягом багатьох десятиліть і видань були найпопулярнішими підручниками у своїх сферах.
Серед нагород Товариства палеонтології хребетних є дві нагороди, названі на честь Альфреда Ромера, відзнака Ромера та медаль Ромера-Сімпсона.